# У Мин-и
У Мин-и (кит. трад. 吳明益, палл. У Минъи, англ. Wu Ming-Yi; род. 20 июня 1971, Таоюань) — тайваньский писатель, преподаватель и экологический активист. Автор романа «Человек с фасеточными глазами» (2011). Пишет на китайском языке. C 2012 года является профессором факультета китайской литературы тайваньского университета Дунхуа.

## Биография
У Мин-и родился в 1971 году в уезде Таоюань. Получил степень бакалавра в Католическом университете Фужэнь и степень доктора по китайской литературе в Государственном центральном университете. В 2000 году начал преподавать литературу и курс писательского мастерства в университете Дунхуа.
Его первой книгой стал сборник рассказов «Господин тигр», за которую он в 1997 году получил литературную премию газеты «Ляньхэбао». Три года спустя его «Книга утраченных бабочек» получила Литературную премию Тайбэя и стала одной из десяти книг года по версии тайваньского издания «Central Daily News». В 2003 году сборник эссе «Дао бабочек» получил литературную премию газеты «China Times Open Book» и был признан сетью тайваньских книжных магазинов «Kingstone» одним из бестселлеров года.
Экологическая притча «Человек с фасеточными глазами» (2011) была переведена на английский и опубликована 29 августа 2013 года издательством «Harvill Secker», французский перевод вышел в «Éditions Stock» в 2014 году, затем появились переводы ещё на 10 языках, включая русский . Это история юноши с тихоокеанского острова Ваю-Ваю, который попадает на восточное побережье Тайваня. Роман назвали «шедевром эколитературы на тему апокалиптического столкновения „естественного человека“ с эпохой модерна. Загрязнение, нехватка ресурсов и, как следствие, разрушение побережья Тайваня стали результатом недальновидного эгоизма, что ярко показал У Мин-и в своём произведении».
Театральный режиссёр Лукас Хемлеб осуществил постановку «Человека с фасеточными глазами». Спектакли прошли в Тайчжуне на сцене Тайчжунского оперного театра 24 и 25 апреля 2021 года.
В 2011 году вышел сборник рассказов У Мин-и «Фокусник на пешеходном мосту», экранизированный тайваньским телеканалом PTS в форме сериала (10 эпизодов) и показанный в феврале-марте 2021 года. «Фокусник на пешеходном мосту» в 2017 году был издан французским издательством L’Asiatheque (фр.: «Le Magicien sur la passerelle»).
В 2015 году свет увидела книга «Хроники украденных велосипедов» — тайваньская семейная сага, рассказанная на фоне истории велосипедов на Тайване в различные эпохи: во времена японского колониального правления, до и во время Второй мировой войны; попутно повествование заходит о некогда знаменитом на всю Азию слоне Линь Ване, о ловцах бабочек на Тайване; важное место занимает тема памяти. У Мин-и сам создал иллюстрации для книги. Перевод на английский был выполнен в 2017 году, в марте 2018 книга была номинирована на Международную Букеровскую премию. Украинский перевод опубликован независимым издательством «Сафран» в июне 2021 года.

## Произведения
- «Сегодня мы закрыты», 《本日公休》 (Chiuko九歌出版社, 1997);
- «Господин Тигр», 《虎爺》 (Chiuko九歌出版社, 2003);
- «Траектории сна», 《睡眠的航線》 (2-fishes二魚文化, 2007);
- «Человек с фасеточными глазами», 《複眼人》 (Summer Festival夏日出版社, 2011); Переводы на иностранные языки:
Darryl Sterk (石岱崙), The Man with the Compound Eyes（London: Harvill Secker, 2013) (англ.)
- «Фокусник на пешеходном мосту», 《天橋上的魔術師》 (Summer Festival夏日出版社, 2011);
- «Хроники украденных велосипедов», 《單車失竊記》 (Cite Publishing Ltd.麥田城邦文化, 2015); Переводы на иностранные языки:
Darryl Sterk (石岱崙), The stolen bicycle (Melbourne: Text Publishing, 2017) (англ.)
Кэнтаро Амано (天野健太郎), (Bungeishunju Ltd.文藝春秋, 2018); (яп.)
- «Земля непогоды», 《苦雨之地》(Thinkingdom Media Group Ltd.新經典文化, 2019).
- «Караоке-клуб „Морской бриз“»《海風酒店》（台北：小寫創意，2023）

## Награды
- Prix du livre insulaire (fiction), 2015 за «Человека с фасеточными глазами»[2].
- Литературная премия Тайбэя, 2000 за «Книгу утраченных бабочек».